# Ян Стахнюк
Ян Стахнюк (пол. Jan Stachniuk), псевдонім Стоїгнєв (пол. Stoigniew) (13 січня 1905, Ковель — 14 серпня 1963, Варшава) — польський публіцист. Ідеолог і творець польської націоналістичної організації «Задруга» і однойменного журналу.
Народився в сім'ї залізничника. У 1930 закінчив Високу Школу Економіки в Познані.
У 1933 видав свою першу книжку «Колективізм і народ» (сполучає в собі ідеї націоналізму та планової економіки), а за два роки — «Героїчна злука народу». У ній Стахнюк подав свій погляд на «Задружний» лад, що його мета — «орієнтувати всі царини людської діяльності на розвиток національної самобутності». Був також автором книжки «Історія без історії», що стала «анатомією історичного занепаду Польщі»; вину за нього автор покладав на католицизм і єзуїтську контрреформацію в Польщі. Створив антикапіталістичну ідеологію, що зневажає християнство, та закликає повернутися до життя в традиціях праслов'янського суспільства.
У 1937 році заснував журнал «Задруга», що видавано у Варшаві до 1939 року.
Під час війни був учасником Народного Селянського Повстання. Стахнюк активно воював у лавах армії під час Варшавського повстання, проявляючи відвагу (його удостоєно та нагороджено Хрестом Хоробрих, тричі поранено).
Стахнюк написав меморіал «Трагікомедія в Польській Народній Республіці», що пробуджує гостру критику ситуації в Польщі. Цей твір послужив приводом до арешту 1949 року. У показовому процесі прокурор зажадав страти, проте постановою від 9 липня 1952 Стахнюка засудили до п'ятнадцяти років в'язниці. Високий Суд постановою від 24 грудня 1953 зменшив термін ув'язнення до восьми років, а після вжитку амністії — до семи. Стахнюка посадили в гіршу в'язницю, де його били й піддавали тортурам. На волю вийшов калікою, не здатний до самостійного життя. Спроба еміграції до Швеції не вдалася. 15 серпня 1963 помер у санаторії в Радощчі біля Варшави. Його поховано на кладовищі в Повонзках.

## Твори
- Kolektywizm a naród (1933)
- Heroiczna wspólnota narodu (1935)
- Państwo a gospodarstwo (1939)
- Dzieje bez dziejów (1939)
- Mit słowiański (1941, wydane w 2006)
- Zagadnienie totalizmu (1943)
- Człowieczeństwo i kultura (1946)
- Walka o zasady (1947)
- Wspakultura (1948)
- Droga rewolucji kulturowej w Polsce (1948, wydane w 2006)
- Chrześcijaństwo a ludzkość (1949, wydane w 1997)